# Жарновиця-Мала
Жарновиця-Мала (пол. Żarnowica Mała) — село в Польщі, у гміні Вольбуж Пйотрковського повіту Лодзинського воєводства.
У 1975-1998 роках село належало до Пйотрковського воєводства.